# Edward Kaplan
Edward Harris Kaplan (* um 1955) ist ein US-amerikanischer Wirtschaftswissenschaftler und Mathematiker.

## Werdegang, Forschung und Lehre
Kaplan studierte zunächst bis 1977 Wirtschaftswissenschaft an der McGill University, die er als Bachelor of Arts verließ. Anschließend wechselte er ans Massachusetts Institute of Technology, an dem er zwei Jahre später seine Studien als Master in City Planning und Master of Science in Operations Research und 1982 als Master of Science in Mathematics beendete. 1984 graduierte er an der Hochschule als Ph.D. mit Fokus auf Operations Research.
Zunächst war Kaplan bis Sommer 1985 Lecturer und Research Associate an der Harvard Kennedy School, anschließend lehrte er als Assistant Professor an der University of Massachusetts. 1989 wechselte er als Associate Professor an die Yale University. Dabei war er ab 1991 parallel Associate Professor für Operations Research und für Medizin. Im Juli 1993 wurde er zum ordentlichen Professor jeweils im Medizinbereich sowie für Operations Research berufen. Während er 1998 zum Professor für Public Health berufen wurde, blieb er noch zwei Jahre parallel Professor für Operations Research. Seit 2014 besetzt er in Yale den William-N.-and-Marie-A.-Beach-Lehrstuhl für Operations Research.
Kaplans Arbeitsschwerpunkte bedecken verschiedene Aspekte der Operations Research, dabei setzte er sich seit Ende der 1980er Jahre mit Gesundheitsökonomie insbesondere vor dem Hintergrund von AIDS auseinander. Das National Institute on Drug Abuse unterstützte zudem seine Arbeit mit verschiedenen Förderpreisen.

## Preise und Ehrungen
- 1994: Frederick-W.-Lanchester-Preis[1]